# Državna cesta D233
D233 je državna cesta u Hrvatskoj. Ukupna duljina iznosi 4,59 km.

## Naselja
- Hum na Sutli
- Mali Tabor